# العادل ابن السلار
سَيفُ الدِّينِ أَبُو الحَسَن عَلِي بْنُ السَّلَّار الكُرْدِي (ت 548هـ/1153م) الوزير الملك العادل، وزير الظافر بأمر الله العبيدي بمصر.
نشأ في القصر بالقاهرة، وتنقلت به الأحوال، وولي الصعيد وغيره، وكان الظافر قد استوزر نجم الدين سليم بن مصال أحد رءوس الأمراء، فعظم [ ص: 282 ] متولي الإسكندرية ابن السلار هذا، وأقبل يطلب الوزارة، فعدى ابن مصال إلى نحو الجيزة في سنة أربع وأربعين وخمسمائة لما سمع بمجيء ابن السلار، ودخل ابن السلار، وعلا شأنه، واستولى على الممالك بلا ضربة ولا طعنة، ولقب بالملك العادل أمير الجيوش، فحشد ابن مصال، وجمع، وأقبل، فأبرز ابن السلار لمحاربته أمراء، فالتقوا، فكسر ابن مصال بدلاص وقتل، ودخل برأسه على رمح في ذي القعدة من السنة، واستوسق الدست للعادل.
قال الذهبي: وكان بطلاً شجاعاً، مقداماً مهيباً شافعياً سنياً، ليس على دين العبيدية، احتفل بالسِّلفي، وبنى له المدرسة، لكنه فيه ظلم وعسف وجبروت.
وجاء من إفريقية عباس بن أبي الفتوح بن الأمير يحيى بن باديس صبياً مع أمه، فتزوجها العادل قبل الوزارة، ثم تزوج عباس، وجاءه ابن سماه نصراً، فأحبه العادل، ثم جهز عباساً إلى الشام للجهاد، فكره السفر، فأشار عليه أسامة بن منقذ -فيما قيل- بقتل العادل، وأخذ منصبه، فقتل نصر العادل على فراشه غيلة في المحرم سنة ثمان وأربعين وخمسمائة بالقاهرة. ونصر هذا هو الذي قتل الظافر.